# Fernando Romanos Hernando
Fernando Romanos Hernando né à Saragosse en 1963, est un écrivain et chercheur espagnol sur les variétés vivantes d'Aragon.

## Biographie
Lié depuis des années à la vallée de Chistau, il participe activement à la vie sociale de Sobrarbe. Il a mené des recherches sur la langue aragonaise et donné des cours dans des entités publiques telles que l'Université de Saragosse ou des entités privées telles que le Consello d'a Fabla Aragonesa (an) ou l'association Ligallo de Fablans de l'Aragonés (es), une entité dont il est le fondateur.
Il est membre du Conseil Consultatif de l'Aragon et de l'Academia de l'Aragonés .
Il dirige des projets européens Europa FEDER-Interreg Dezaga d'es Perineus: réplique d'une culture de formation en langues minoritaires entre Aragon et Gascon et POCTEFA-Interreg Pyrenean Cultures and New Technologies pour créer une bibliothèque sonore transfrontalier dans l'espace virtuel avec des enregistrements d'aragonais et gascon et l'édition d'un dictionnaire quadrilingue aragonais, gascon, français, espagnol.

## Essais
Fernando Romanos est l'auteur (seul ou avec d'autres auteurs) de travaux de recherche sur la dialectologie aragonaise
- - Al límite: la pervivencia del aragonés en las comarcas del norte de Zaragoza.
  - L'aragonés de A Fueba: bocabulario y notas gramaticals (chunto con Fernando Sánchez)
  - Fraseología del Chistabín (junto con Fernando Blas)
  - El aragonés de Baixo Peñas (junto con Fernando Blas)
  - Dizionario Aragonés: Chistabín-Castellano (junto con Fernando Blas). Este trabajo, publicado en 2008, obtuvo en 1999 una mención especial en el premio Marqués de Lozoya del Ministerio de Cultura.
  - Más d'antes en Sarabillo. Bida y Parlaje (junto a Joaquina Guillén). Rolde de Estudios Aragoneses (2010).
  - Casos Prácticos de FOL Stylodigital (2013).
  - Legislación de Trabajo Social y Servicios Sociales Stylodigital (2014).
  - Manual Oposiciones Trabajo Social" Stylodigital (2015)
  - Diccionario aragonés Edicions Transiberiano (2016)
  - Elaboración y defensa de una programación didáctica en FP Stylodigital (2019)
  - Diccionario de fraseolochía basica de l'aragonés Edicions Transiberiano (2025) (junto con Chabier Tierz)
  - Troncedo, aragonés fovano: léxico y gramática Edicions Transiberiano (2025)

Il est également l'auteur d'articles dans des magazines, tels que Modismos y expresiones con el verbo Fer en Chistabín, El aragonés residual de Tardienta, Belsetán a ixambre, La frontera del perifrástico en aragonés Aragonés ribagorzano: lesico emplegau en a obra de Pablo Recio, O parlache de Tella: aragonés del Alto Sobrarbe, léxico de Aldea, Clamosa y Puicinca.

## Littérature
Sur le plan littéraire, il remporte plusieurs prix pour ses nouvelles "Barucas pegallosas", "Es bulturnos", "Farto", "Baixo l'augua" ou "O lupo saputo".
Il remporte le prix Arnal Cavero en 2005 avec le livre de poèmes "Baixo a vista de Os Fustez" et le prix "Ziudá de Balbastro" en 2010 avec le roman "Alas de Papel. Gernika, 1937". 
En 2011, il remporte la XIVe édition du concours de couplets aragonais en aragonais organisé par la mairie de Saragosse, avec la collection intitulée "Versos ta ella" .
En 2012 José Antonio Labordeta remporte le deuxième prix du prix Fogaril, avec l'histoire à Chistabín la base ". En 2014, il remporte le deuxième prix de couplets en aragonais XIVII Concours de couplets aragonais en aragonais (2013) avec l'œuvre "Tafaniando de diaplerons"

## Création audiovisuelle
Il est l'auteur d'œuvres audiovisuelles:
- "Patrimoine linguistique dans l'Alta Zaragoza"
- "Patrimoine linguistique à Agüero" produites et dirigées par Eugenio Monesma ,
- "Patrimoine linguistique dans le Bal de Tena",
- "O dia tra d'oje d'Ansó",
- "La falleta et la diya de la culture Chistabina ","
- "De Fago à Erisué": archives audiovisuelles d'Aragonais "," les aragonés de Fonz "," Patrimoine linguistique à Ribagorza "(ces cinq derniers avec Fernando Blas ). Fernando Romanos et Fernando Blas dirigent les Archives Audiovisuelles de l'Aragonés.